# Legio I Iovia
La Legio I Iovia ("devota/dedicata a Giove") fu una legione romana raccolta dall'imperatore Diocleziano, ancora in attività all'inizio del V secolo.

## Storia della legione
Il titolo Iovia fa riferimento a Giove, che era il nume tutelare di Diocleziano; all'interno del sistema di governo della tetrarchia, i due imperatori, Diocleziano e Massimiano Erculeo affermavano infatti di appartenere alle "dinastie" di Ercole (Massimiano) e Giove (Diocleziano).
Raccolta all'inizio del regno di Diocleziano, la I Iovia venne schierata nella provincia di Scizia (a Capidava, oggi Crucea), appena separata dalla Mesia Inferiore, assieme alla II Herculia, probabilmente la legione gemella della Iovia e intitolata al nume tutelare di Massimiano. Secondo la Notitia dignitatum, un documento dei primi anni del V secolo, la I Iovia era ancora in Scizia sotto il dux Scythiae: campo base della legione era a Troesmis, a difesa della frontiera del Danubio, ma diverse coorti erano distribuite sul territorio.
La I Iovia e la II Herculia furono alla base degli Ioviani e degli Herculiani, due importanti legioni tardo imperiali.